# Megaupload
Megaupload Limited byla internetová společnost sídlící v Hongkongu a zabývající se poskytováním on-line služeb v oblasti ukládání souborů a jejich zobrazování. Společnost založil v roce 2005 Kim Dotcom.
Kvůli obviněním z nelegálního hostování a šíření souborů chráněných autorským právem byl server Megaupload 19. ledna 2012 zablokován americkou vládou. To vedlo aktivisty ze skupiny Anonymous k rozsáhlému internetovému útoku na některé vládní servery. Megaupload se však bránil a tvrdil, že plně spolupracoval a nahlášené nelegální soubory mazal.
Jeho nástupcem je server MEGA.